# Naturligt monopol
Ett naturligt monopol uppstår i branscher med mycket stora initiala investerings- och kapitalkostnader för att komma in på marknaden. Ofta är kundunderlaget för litet för att mer än en aktör kan verka på marknaden då det krävs en monopolists stordriftsfördelar för att få lönsamhet.
Nationalekonomerna beskriver det som en bransch där kostnaden för produkten sjunker för ökat antal kunder så det blir billigast för kunderna om endast en aktör levererar produkten.
Det kan handla om allmän infrastruktur som vattenverk och elledningar, eftersom det är dyrt att bygga vatten-, gas-, el-, och telefonledningar, vilket medför att det är resursslöseri för en potentiell konkurrent att göra de investeringar som krävs för att ta sig in på monopolistens marknad. 
Tidigare har leverans av el via egna elledningar, telefoni via egna telekablar och kabel-tv via egna nät setts som naturliga monopol, där staten haft eller har regleringar. I dessa fall har också ny teknik möjliggjort nya lösningar att leverera denna typ av tjänster, vilket sänkt inträdeströsklarna. Detta gäller emellertid inte vatten och avlopp. 
Järnvägslinjer är en annan typ av infrastruktur, där det kan vara orimligt för en ny aktör att etablera sig. Även om det kan hända när betalningsviljan för en tjänst är nog stor, som det var i exempelvis Storbritannien på 1800-talet och i Japan. De flesta länder har statligt ägande över järnvägsnätet.
Dataprogram och nätverkstjänster har ofta naturliga monopol, i och med höga investeringskostnader,  låga distributionskostnader, och dessutom ofta extra nytta för kund att ha samma leverantör som andra (se även Metcalfes lag). Till exempel Microsoft (windows och office), Adobe (acrobat), Facebook och eBay har fått monopolliknande roller. Dessa är världsomspännande, men relativt opåverkade av statlig reglering eftersom stater bara verkar i ett land, och USA där dessa företag vanligen är baserade undviker reglering. Priserna begränsas av att kunderna avstår vid för höga priser.

## Att hantera naturliga monopol

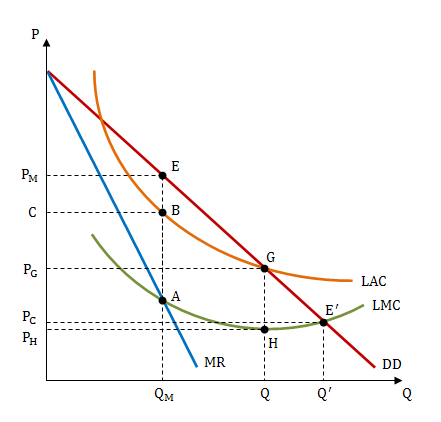
Figuren visar ett naturligt monopol, dess produktionsnivå och varans pris.
LAC = Den långsiktiga genomsnittskostnaden
LMC = Den långsiktiga marginalkostnaden
DD = Efterfrågan
MR = Marginalintäkten

Ett naturligt monopol har en fallande LAC-kurva för alla relevanta produktionsmängder, och kommer att ligga under samtliga mindre företags kostnadsbild. Monopolet producerar QM enheter till priset PM, och ges vinstern i arean PMCBE. Samhället vill dock att det skall produceras Q' enheter till priset av PC, eftersom det är samhällsekonomiska produktionsoptimumet. Ifall monopolet står opåverkat finns en dödviktsförlust i arean AEE'. Hur kan produktionsmängden bli lika med Q'?
- Antag att staten uppmuntrar fler företag att ta sig in på marknaden och öppnar upp det naturliga monopolet. Då kommer LAC att stiga för varje nytt företag, vilket resulterar i att samhället som helhet slösar med sina resurser.
- Antag att staten tvingar företaget att producera Q' enheter. Givet priset PC kommer företaget att gå med förlust, eftersom PC < LAC vid produktionsmängden Q'.
- Antag att staten tvingar företaget att producera Q enheter och låter dem sälja dessa till priset PG. PG = LAC vid produktionsmängden Q. Företaget går plus minus noll, och dödviktsförlusten har begränsats till arean GHE'.
- Antag att staten låter företaget ta en tvåpartstariff: En fast avgift som täcker företagets fasta kostnader, och en rörlig avgift lika med LAC. Lösningen är vanlig på tele- och internetmarknaderna (åtminstone förr), golfbanor etc.
- Antag att staten ger företaget en subvention så att företaget producerar Q' enheter, men då kan det vara lämpligt att staten istället tar över företaget i sin helhet och driver det i egen regi.

Svenska staten har under slutet av 1900-talet och framåt försökt skilja ut områden med naturliga monopol från områden där konkurrens kan fungera, för att få så mycket konkurrens och marknadsekonomi som möjligt. Till exempel har passangerartrafiken med tåg, flyg och buss avreglerats så att vem som helst kan driva trafik. På linjer där staten (eller kommuner) vill ha trafik men ingen vill driva den utan subvention kontrakteras den lägstbjudande operatören. Det står då i kontraktet vilken subvention, kvalitet och priser det ska vara. Staten äger inom många områden en kommersiell operatör som kan ge politikerna viss kontroll över kostnad och vinster. Staten har låtit myndigheter inskränka sig till myndighetsutövning och undvika att driva kommersiell verksamhet.